# Římskokatolická farnost Střítež
Římskokatolická farnost Střítež je územní společenství římských katolíků v rámci havlíčkobrodského vikariátu královéhradecké diecéze. Uchovává si dřívější status expozitury.

## O farnosti

### Historie
Expozitura ve Stříteži vznikla v 19. století. Její území bylo omezeno na obvod samotné vsi Střítež. Expozitura tak vytváří "bublinu" v hranicích mezi farnostmi Ždírec a Štoky, se kterými jedinými sousedí. Duchovní správu zde zajišťoval kněz, který ovšem byl podřízen faráři ve Ždírci. Po polovině 20. století již expozitura vlastního kněze neměla a byla přičleněna ex currendo ke Ždírci a spolu s ním později k polenskému děkanství.

### Současnost
Expozitura nemá vlastního kněze a je administrována ex currendo z Polné.
| Kostel              | Místo   | Bohoslužba | Bohoslužba                | Poznámka     |
| ------------------- | ------- | ---------- | ------------------------- | ------------ |
| Kostel sv. Floriána | Střítež | neděle     | 10.30 (mimo zimní období) | farní kostel |